# SyncToy
SyncToy er et gratis PowerToy-program  fra Microsoft, som er beregnet til automatisk synkronisering (overførsel) af filer, foldere og billeder.
Programmet har en grafisk brugerflade og er skrevet til Microsoft Sync Framework.
SyncToy kan håndtere adskillige foldere samtidig, kan kombinere filer i en sammenhæng og efterligne omdøbte filer og slette samme.
SyncToy 2.1 er sidste udgave af programmet, som blev frigivet den 10. november 2009.

## Ekstern henvisning
- SyncToy 2.1 Download

| Software | Spire Denne artikel om software og programmering er en spire som bør udbygges. Du er velkommen til at hjælpe Wikipedia ved at udvide den. |